# Barbourina
Barbourina es un género de foraminífero bentónico cuyo nombre fue sustituido por el de Barbourinella de la subfamilia Barbourinellinae, de la familia Verneuilinidae, de la superfamilia Verneuilinoidea, del suborden Verneuilinina y del orden Lituolida. Su especie tipo era Barbourina atlantica. Su rango cronoestratigráfico abarcaba desde el Oligoceno superior hasta la Actualidad.

## Discusión
Clasificaciones previas incluían Barbourina en el suborden Textulariina del orden Textulariida, o en el orden Lituolida sin diferenciar el suborden Verneuilinina.

## Clasificación
Barbourina incluía a las siguientes especies:
- Barbourina atlantica
- Barbourina equatoriana